# Arenopontia intermedia
Arenopontia intermedia är en kräftdjursart som beskrevs av Janine Rouch 1962. Arenopontia intermedia ingår i släktet Arenopontia och familjen Leptopontiidae. Inga underarter finns listade i Catalogue of Life.